# Maurice Chevalier (résistant)
Pour les articles homonymes, voir Maurice Chevalier (homonymie) et Chevalier.
Maurice Chevalier, né en date et lieu inconnus et mort et tué par les Allemands le 2 février 1944 au cours d'un combat contre les Allemands qui fit sept morts parmi les Résistants, est un résistant français des maquis de l'Ain et du Haut-Jura. Il était rattaché au camp de maquisards de Morez. Le 11 novembre 1943, il avait participé au Défilé d'Oyonnax. Maurice Chevalier est enterré au Val d'Enfer à Cerdon (tombe numéro 69).